# 譚煒
谭炜（？—？），號衡陽，廣東廣州府从化县人，明朝政治人物。

## 生平
万历二十二年（1594年）甲午科廣東乡试第三名舉人，二十九年（1601年）辛丑科進士，户部觀政，授官行人司行人，三十三年升左司副，本年升左司正，三十四年升户部郎中，三十六年给假省亲，三十八年丁憂，四十三年補户部郎中，四十四年升平乐知府，四十七年升福建運使，天啓二年考察去職。

## 家族
曾祖譚佑，祖譚绍粦，父譚存孝。